# فرس البحر الكوينسلاندي
فرس البحر الكوينسلاندي (الاسم العلمي: Hippocampus queenslandicus) (بالإنجليزية: Queensland seahorse)‏ هو نوع من الأسماك يتبع جنس فرس البحر من فصيلة زمارات البحر.